# Вандербильт-Уитни, Гертруда
Гертруда Вандербильт-Уитни (англ. Gertrude Vanderbilt Whitney; 9 января 1875, Нью-Йорк — 18 апреля 1942, Нью-Йорк) — американский скульптор и меценат, основавшая Музей Американского искусства Уитни в Нью-Йорке.

## Биография
Гертруда Вандербильт родилась в семье, принадлежавшей к высшему эшелону американской элиты. Её отцом был Корнелиус Вандербильт ІІ, матерью — Алиса Клэйпул Гвенн, а прадедом — коммодор Корнелиус Вандербильт, один из самых богатых людей США.
В детстве и юности девочка жила в доме родителей, в городе Ньюпорт, Род-Айленд. Училась у частных преподавателей и в привилегированной школе Брэдли в Нью-Йорке. В 21 год Гертруда Вандербильт выходит замуж за миллионера и спортсмена Гарри Пэйн Уитни, сына банкира и внука одного из совладельцев корпорации «Стандард Ойл». В этом браке у Гертруды Вандербильт-Уитни родились трое детей — две дочери и сын.
Во время путешествия по Европе в 1900 году, Гертруда открыла для себя мир искусства. Особенно её впечатлил Париж с его кварталами художников Монпарнас и Монмартр. Гертруда начинает изучать скульптуру и ваяние, сначала в Студенческой лиге искусств в Нью-Йорке, а позже у Огюста Родена в Париже. Впоследствии она откроет собственные скульптурные мастерские — в Гринвич-Виллидж близ Нью-Йорка и в Пасси около Парижа. Скульптурные произведения, созданные Гертрудой, были высоко оценены художественной критикой.
Гертруда Вандербильт-Уитни неоднократно выступала и как меценат, покровительница художников и музыкантов. В 1931 году она основывает Музей Американского искусства Уитни в Нью-Йорке, преобразованный из построенного ею же в 1914 году выставочного салона для молодых художников. Новому музею Гертруда передаёт более 700 картин и скульптур из своей коллекции. Она оказывает также всестороннюю поддержку женщинам, занимающимся искусством. Была главным спонсором «Международной гильдии композиторов», занимавшейся пропагандой современной музыки. В годы Первой мировой войны Гертруда оказывает финансовую помощь различным благотворительным организациям, сама работает во всевозможных патриотических комитетах, на собственные средства строит и финансирует военный госпиталь во Франции.

Изображения Гертруды
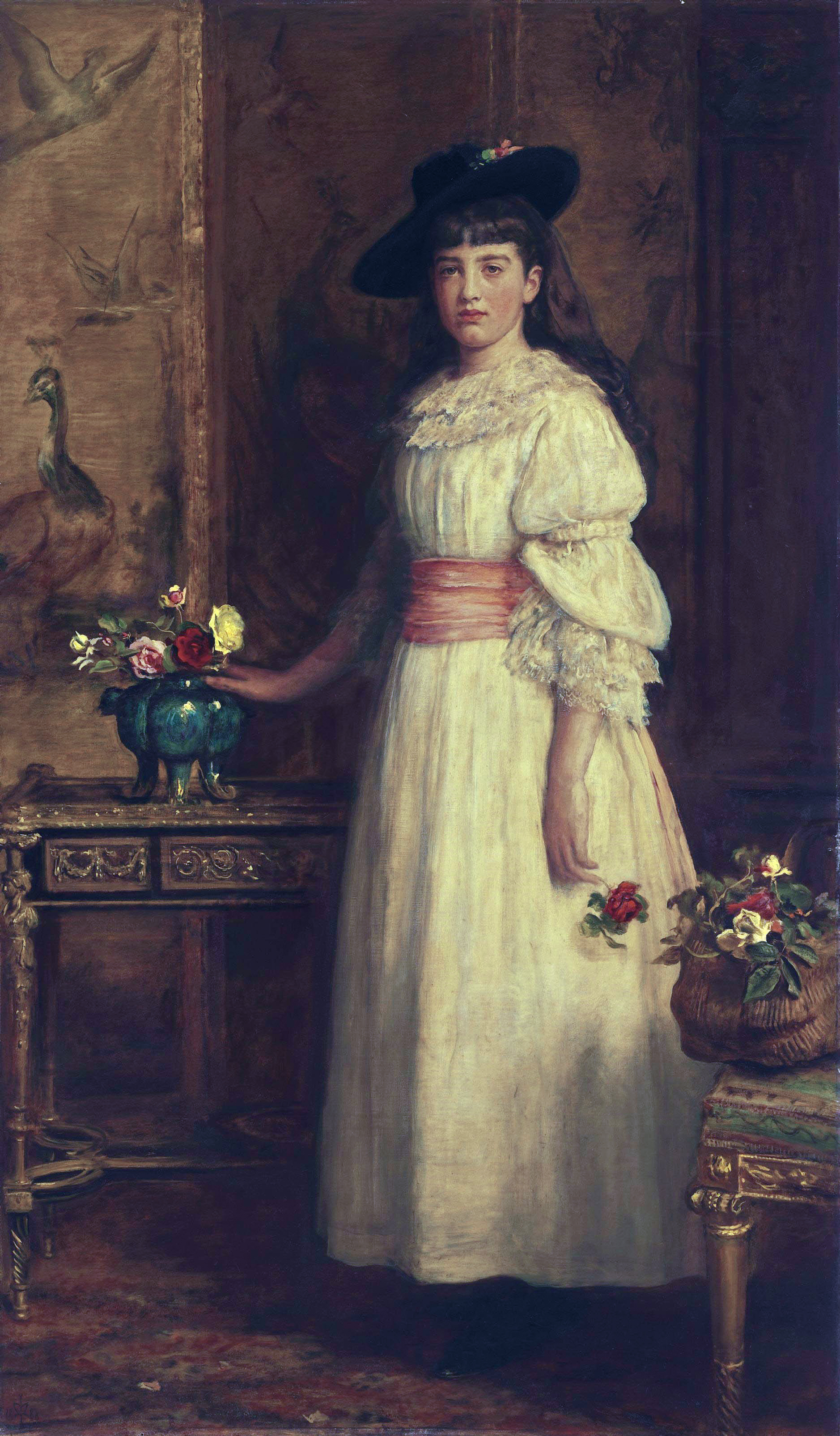
Джон Милле. Портрет, 1888
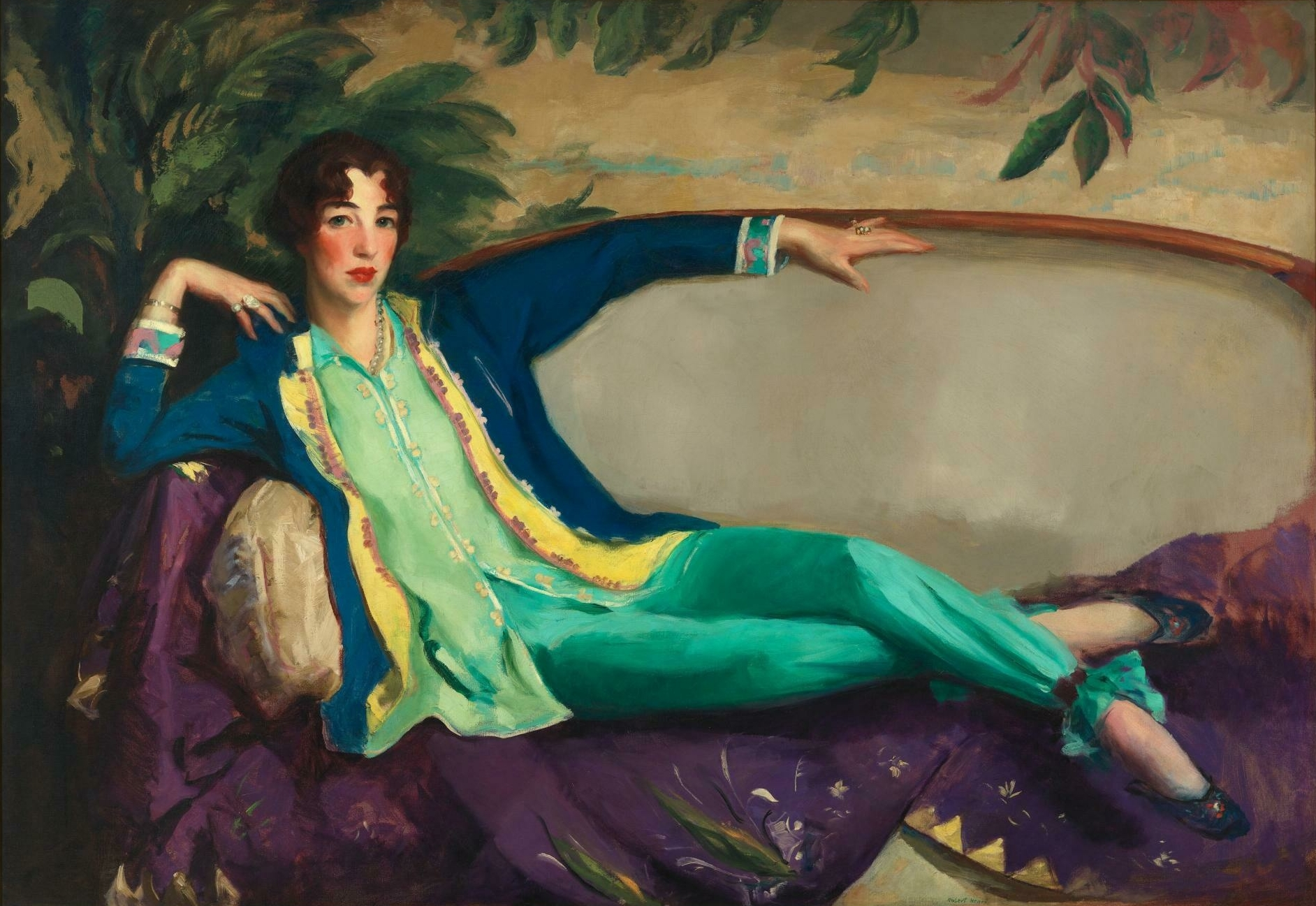
Роберт Генри. Портрет, 1916
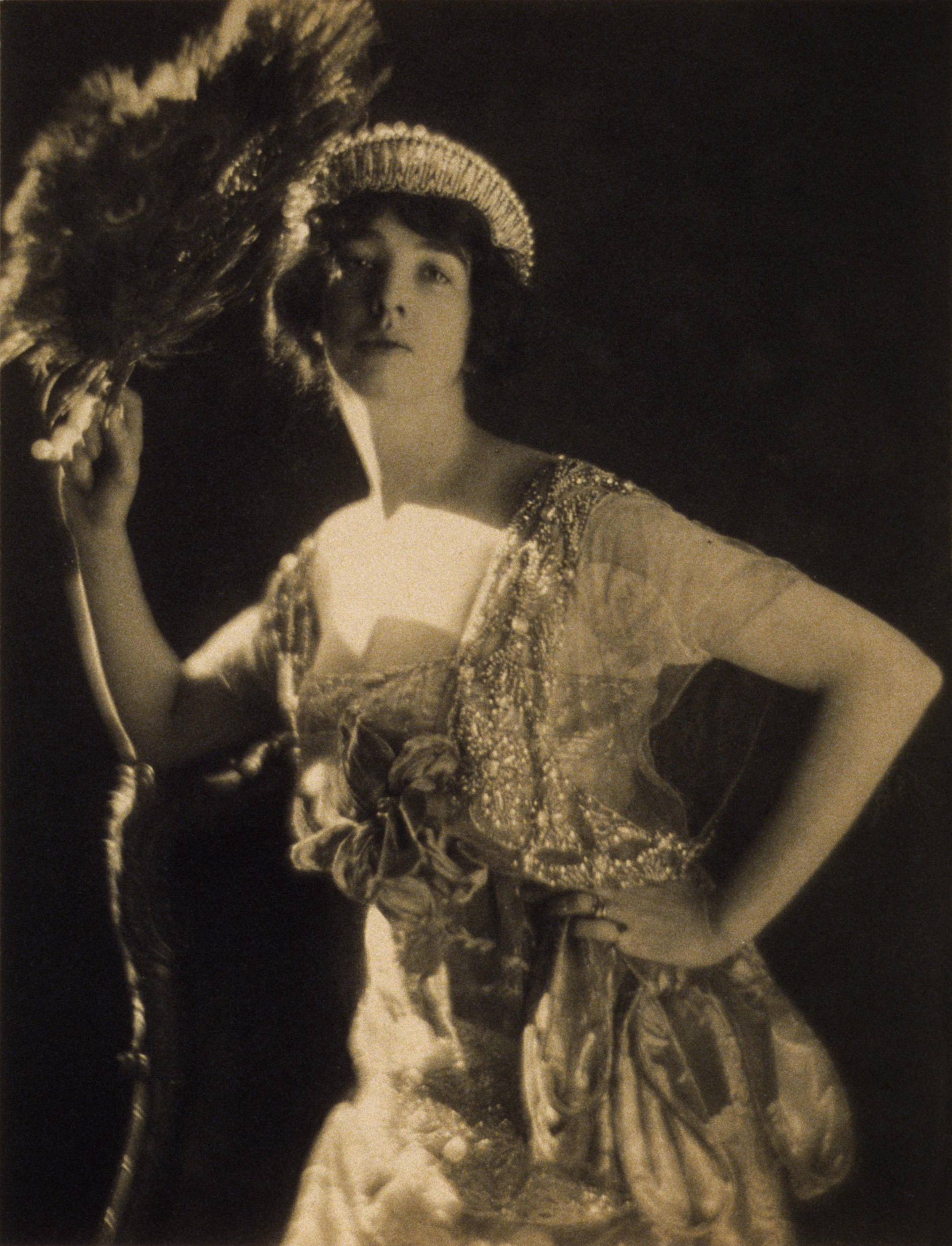
Фотография в журнале «Вог», 1917

## Избранные скульптуры (памятники)

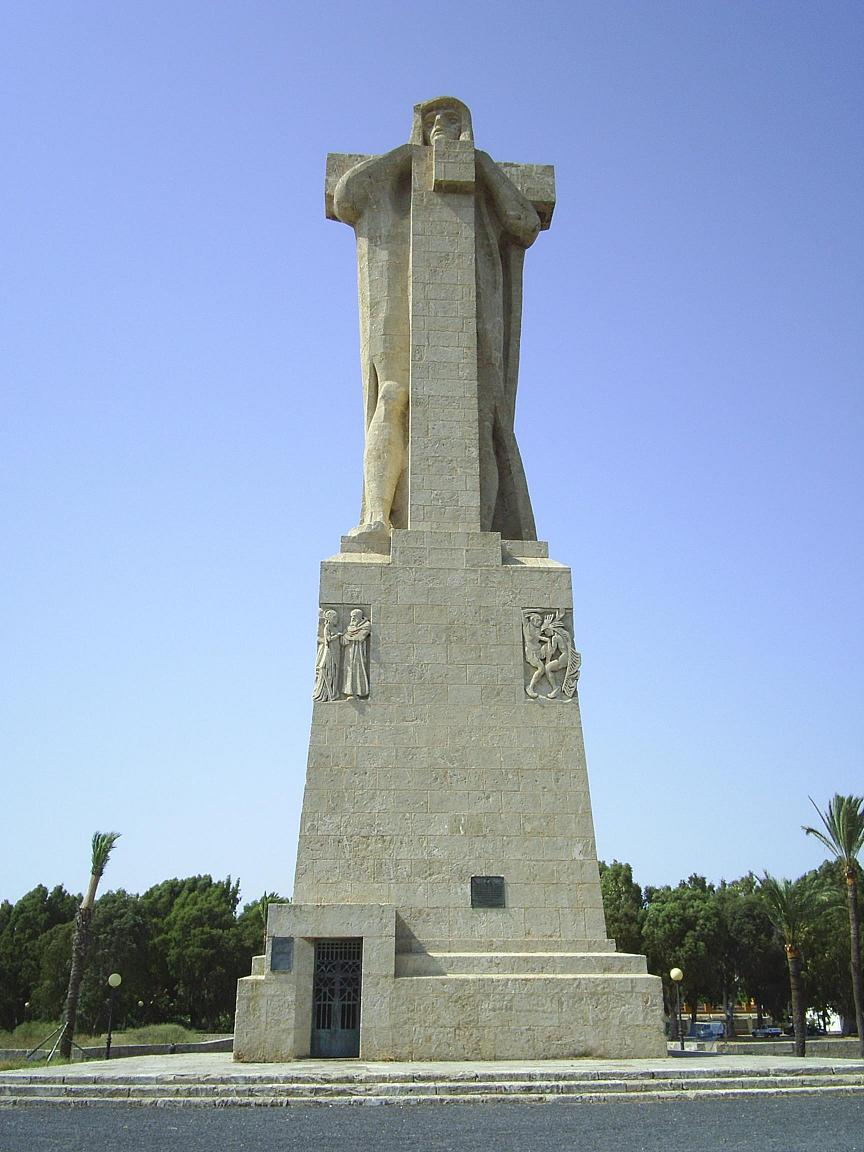
Гертруда Вандербильт Уитни Памятник Колумбу. Уэльва (Испания)

- Памятник Колумбу, Уэльва (Испания)
- Фонтан Эльдорадо, Лима, (Перу)
- Ацтекский фонтан, Вашингтон
- Мемориал женщин «Титаника», Вашингтон
- Арка Победы, Нью-Йорк
- Три Грации, Монреаль, Канада.